# Hong Kong Wetland Park
Der Hong Kong Wetland Park (chinesisch 香港濕地公園 / 香港湿地公园, Pinyin Xiānggǎng Shīdì Gōngyuán, Jyutping Hoeng1gong3 Sap1dei6 Gung1jyun4*2) ist ein Naturschutzgebiet im Nordwesten der Sonderverwaltungszone Hongkong. Er liegt im nördlichen Teil von Tin Shui Wai, Distrikt Yuen Long in den New Territories. Das Areal dient touristischen Zwecken sowie als Umweltbildungszentrum. Im Jahre 2012 zählte die Parkverwaltung 440.000 Besucher, darunter waren etwa 37.000 ausländische Touristen. Davon nahmen etwa 74.000 Besucher an mehr als 3900 Führungen teil. Die 85 von der Parkleitung organisierten Vorträge zogen über 7700 Zuhörer an.

## Beschreibung
Der Park besteht aus einem 10.000 Quadratmeter großen Besucherzentrum, der Wetland Interactive World, und dem etwa 60 Hektar großen Schutzgebiet Wetland Reserve.

### Das Besucherzentrum

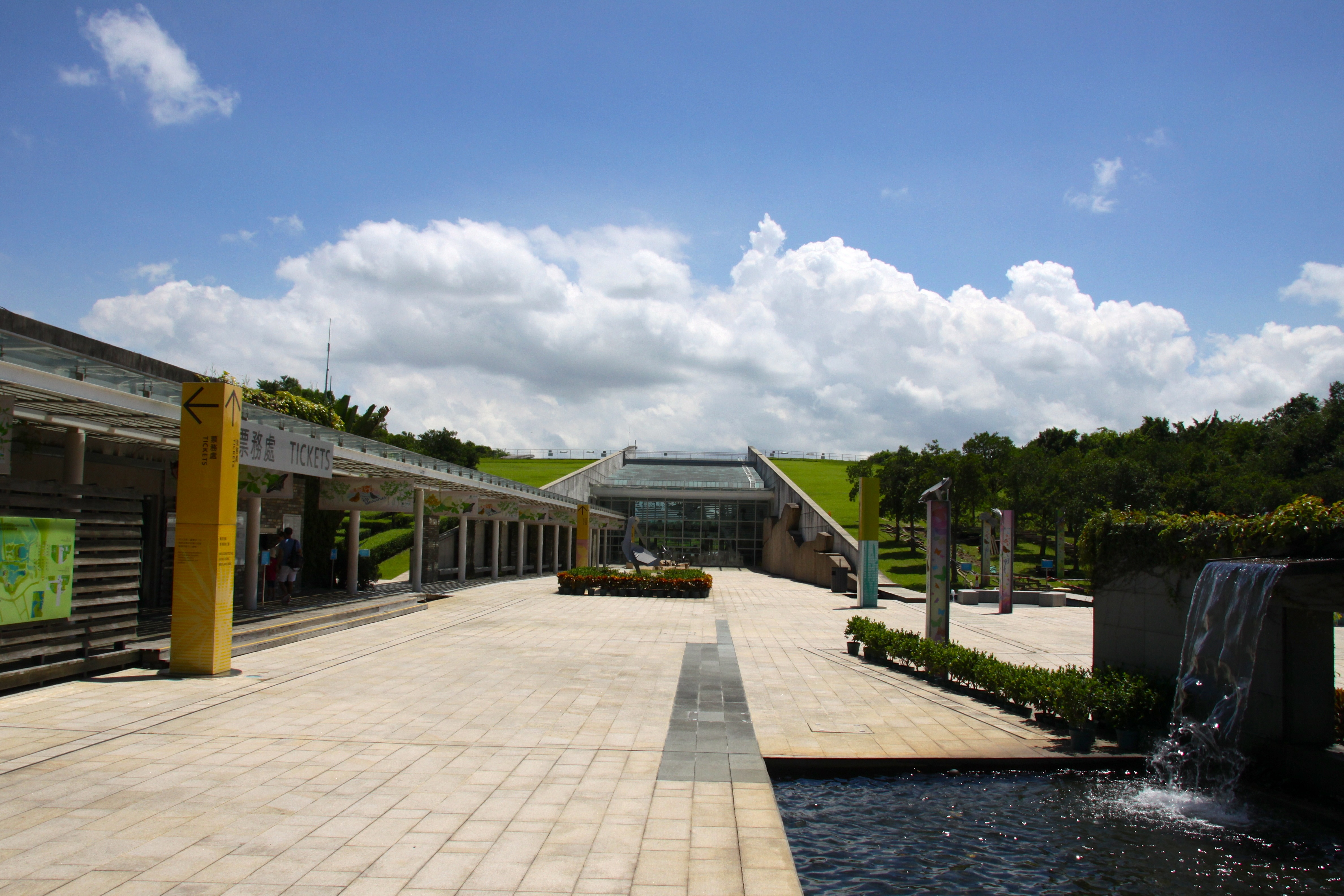
Das Besucherzentrum

Die mit Gras überwachsene Wetland Interactive World beherbergt ein Kino, ein Café, einen Souvenirshop, eine Aussichtsgalerie und einen Indoor-Spielplatz. In fünf Ausstellungsräumen, die zwischen 250 und 1200 Quadratmeter groß sind, wird die Bedeutung von Feuchtgebieten für die biologische Vielfalt, Kultur und Naturschutz dargestellt. Im ersten Raum erhalten Besucher einen Überblick darüber, was Feuchtgebiete ausmacht, welche Funktionen sie erfüllen und warum sie so wichtig sind sowie über die Ziele der Ramsar-Konvention zum Schutz dieser Gebiete. In der folgenden Galerie präsentiert das Besucherzentrum die Vielfalt von Feuchtgebieten weltweit. Beispielhaft werden dafür solche der nördlichen Tundra, der Tropen und die Hongkong Wetlands dargestellt. In der Aussichtsgalerie erhalten die Besucher anschließend einen ersten Überblick über das Außengelände. Der nächste Raum ist der kulturellen Bedeutung von Feuchtgebieten in den Bereichen Religion, Mythologie, Kunst, Brauchtum, Freizeit gewidmet. Abschließend wandeln die Besucher in der letzten Galerie entlang eines Flusses. Dort wird ihnen die Bedrohung von Feuchtgebieten durch menschliche Eingriffe präsentiert, aber auch gezeigt, wie sie durch einen Wandel der Lebensweise geschützt werden können.

### Das Wetland Reserve
Das etwa 60 Hektar große Außengelände ist in verschiedene künstliche Feuchtgebiete gegliedert, die auf die speziellen Bedürfnisse von Pflanzen, Wasservögeln, Fischen und anderen typischen Bewohnern von verschiedenen Feuchtgebieten zugeschnitten sind. Zu sehen sind ein großes Süßwasserwatt, mehrere Teiche, Röhrichtgebiete, das Wattenmeer, Mangroven, Grünland und Wald. Das Areal ist von sechs Wanderrouten mit unterschiedlichen thematischen Schwerpunkten durchzogen. Auf schmalen Pfaden führen sie die Besucher zu kleinen Hütten, die als versteckte Aussichtspunkte dienen für die unterschiedlichen Lebensräume dienen.
Inmitten des Parks befindet sich zudem der rund 2000 Quadratmeter große Schmetterlingsgarten, der mit speziellen Gewächsen bepflanzt und so zur Heimat von über 60 Falterarten wurde. Nicht weit davon entfernt befindet sich das Wetland Discovery Centre. Dort gibt es eine interaktive Ausstellung, welche die Lebensräume der lokalen Feuchtgebiete thematisiert. In mehreren Workshops stellen Mitarbeiter des Parks täglich die Flora und Fauna des Wetland Parks vor.

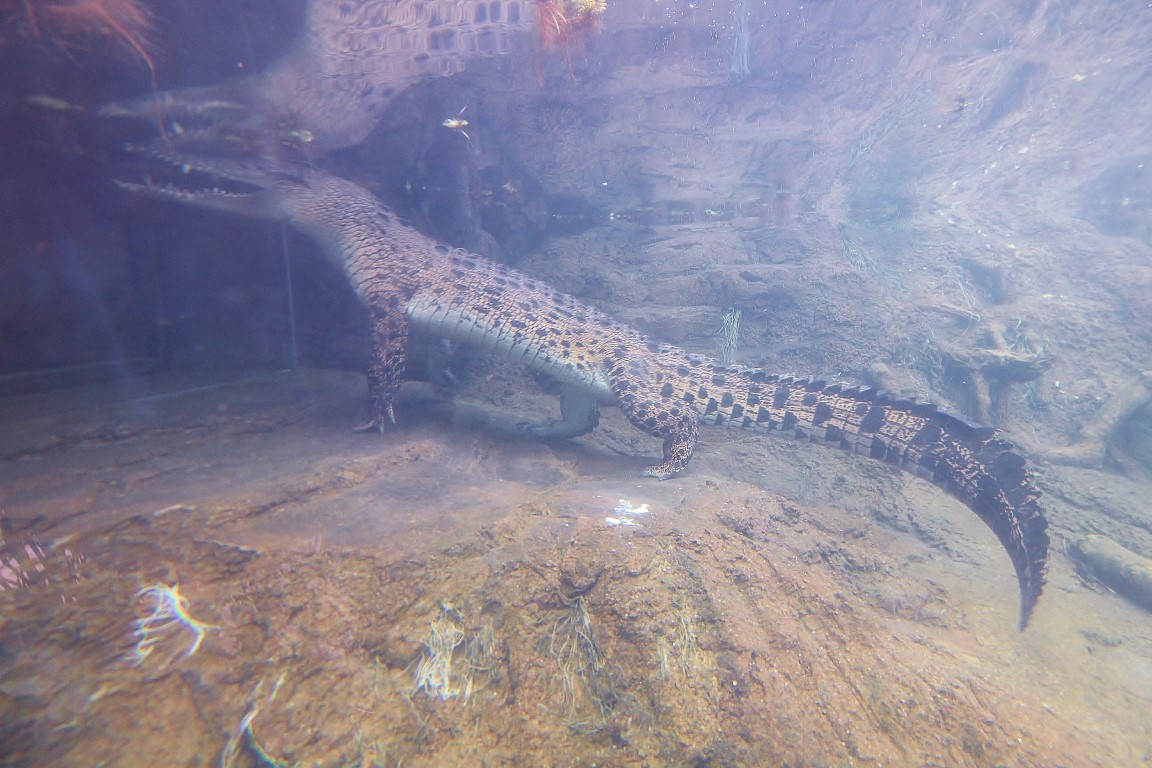
Krokodil Pui Pui

 Eine weitere Attraktion ist das Salzwasserkrokodil Pui Pui (貝貝). Das Tier wurde am 2. November 2003 am Shan-Pui-Fluss (山貝河) in Yuen Long entdeckt. Die Herkunft des Krokdiles ist ungeklärt. Entweder ist es ein entflohenes illegales Haustier oder wurde von seinem Besitzer im Fluss ausgesetzt, nachdem es zu groß geworden war. Nach mehreren erfolglosen Versuchen konnte schließlich am 10. Juni 2004 eingefangen werden und wurde danach für zwei Jahre auf einer Farm gehalten. Seit dem 29. August 2006 in einem 8 mal 9 Meter großen Außengehege untergebracht.

## Geschichte
Der Park entstand als Ausgleichsfläche für Flächen, die in unmittelbarer Nähe im Zuge der Errichtung der Tin Shui Wai New Town verloren gingen. Das für 140.000 Menschen konzipierte neue Baugebiet entstand ab 1987 auf einem 2,4 Quadratkilometer großen Areal, auf dem sich zuvor Feuchtgebiete und Fischteiche befanden. Diese wurden bis 1990 trockengelegt. Anschließend begann der Bau der Wohnhäuser, in die ab 1991 die ersten Bewohner einzogen.
Im Jahre 1998 gab das Amt für Landwirtschaft und Fischerei (heute: Amt für Landwirtschaft, Fischerei und Naturschutz) gemeinsam mit dem Tourismusverband Hong Kong Tourists Association (heute: Hong Kong Tourism Board, HKTB) eine Machbarkeitsstudie zum Ausbau der Ausgleichsfläche zu einem Zentrum für Umweltbildung und Ökotourismus. Im Ergebnis kam die Studie zu dem Schluss, dass dies möglich sei, ohne dabei die ökologischen Funktionen des Parks zu beeinträchtigen. Daraufhin ließ die Regierung der Sonderverwaltungszone das Wetland-Park-Projekt als eines ihrer Millenniums-Projekte umsetzen. Am 20. Mai 2006 wurde der Wetland Park der Öffentlichkeit übergeben.

## Ziele
Der Wetland Park dient der Förderung des öffentlichen Bewusstseins, des Wissens und des Verständnisses für den ökologischen Wert von Feuchtgebieten. Er soll als Ziel für Ökotouristen Einheimische wie Urlauber gleichermaßen ansprechen und die Öffentlichkeit für die Notwendigkeit von Maßnahmen zur Erhaltung von Feuchtgebieten sensibilisieren. Zudem sollen die Bewohner der Tin Shui Wai New Town den Park als Erholungsfläche nutzen.